# Sopitos
Los sopitos colimenses son un platillo típico mexicano originario del municipio de Colima (Colima). A pesar de ello, los sopitos son famosos en todo el estado y se encuentran en restaurantes de comida típica, antojitos o las tradicionales cenadurías, que son restaurantes que sólo trabajan de noche sirviendo cenas con gastronomía del estado.  
Los Sopitos están hechos con pequeñas tortillas de unos 6 centímetros de diámetro, fritas en aceite (pueden ser "blanditos" o "dorados"), con carne molida de res arriba del sopito y un caldillo de tomate verde, condimentado con comino, orégano y algunas otras especias y hierbas de olor.  
Generalmente es servido con col rallada, jitomate rebanado, cebolla en rodajas, rábanos rebanados y queso seco espolvoreado. El platillo consta de alrededor 5 o 6 sopitos. Puede acompañarse de una salsa picante hecha con chile de árbol y tomate verde. 
Los sopitos originales de Villa de Álvarez Colima, se hacen en muy pocos lugares y ni el sazón o la tortilla son los mismos en la mayoría de las cenadurías.
- Datos: Q6132482